# District de Bilaspur (Himachal Pradesh)

Le District de Bilaspur  est un district de l'état de l'Himachal Pradesh en Inde.

## Géographie
Sa population de 381 956 habitants (en 2011) pour une superficie de 1 167 km2.